# Rhabdocosma
Rhabdocosma é um gênero de mariposa pertencente à família Acrolepiidae.